# Desa Pajaran (administrativ by i Indonesien, lat -7,54, long 111,78)
Desa Pajaran är en administrativ by i Indonesien.   Den ligger i provinsen Jawa Timur, i den västra delen av landet, 600 km öster om huvudstaden Jakarta. Desa Pajaran ligger vid sjön Waduk Widas.